# Skaergaard
De Skaergaard is een gelaagde intrusie in het oosten van  Groenland. De Skaergaard ligt in de bergen langs de kust, net iets ten noorden van de poolcirkel. 
De intrusie van Skaergaard ligt voor het grootste deel bloot in de bergen van Groenland, verspreid over een afstand van 10 kilometer. Deze intrusie wordt doorsneden door gletsjerdalen en fjorden. Wat vooral opvalt aan het intrusielichaam is de gelaagdheid van cumulaatgesteenten. Dit is ontstaan door magmadifferentiatie in een massa basaltisch magma. Kristallen van dichte silicaatmineralen zakten ondanks tegenwerking van convectiestromen omlaag door het vloeibare deel van het restmagma. Dit veranderde de samenstelling van het magma, waardoor bij stolling lagen in het gesteente ontstonden van verschillende mineralogische samenstelling. 